# Діаграма Найквіста

Діаграма Найквіста

Діаграма Найквіста, також Амплітудно-фазова частотна характеристика (АФЧХ) — це годограф кінця вектора K(jω) на комплексній площині при різних значеннях частоти ω, яка змінюється в межах від 0 до нескінченності.

## Загальний опис
Амплітудно-фазова частотна характеристика – це лінія, що з’єднує кінці радіус-векторів, довжина яких дорівнює відношенню амплітуди вихідної і вхідної величин, а кут, утворений з додатним напрямком дійсної осі дорівнює різниці фаз вихідної і вхідної величин для частот, що змінюються від 0 до ∞.
АФЧХ- зручне представлення частотного відгуку лінійної стаціонарної динамічної системи у вигляді графіка в комплексних координатах. На такому графіку частота виступає в якості параметра кривої, фаза і амплітуда системи на заданій частоті представляється кутом і довжиною радіус-вектора кожної точки характеристики. По суті такий графік об'єднує на одній площині амплітудно-частотну і фазо-частотну характеристики.
Термін вживається також в застосуванні до передавальної функції системи, записаної у вигляді перетворення Фур'є вихідного сигналу, поділеного на перетворення Фур'є вхідного сигналу.

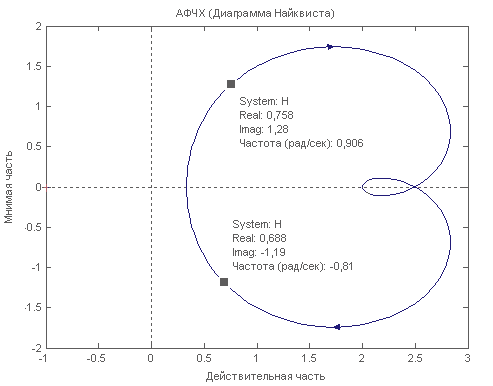
Приклад АФЧХ

## Назва
У російській літературі для графіка прийнято назву АФЧХ (або АФХ). На заході АФЧХ називають діаграмою Найквіста або годографом Найквіста (англ. Nyquist Plot), по імені видатного інженера Гаррі Найквіста. Якщо ж термін АФЧХ використовується в застосуванні до передавальної функції системи, його називають частотним відгуком (англ. Frequency response).

## Використання
В теорії ланцюгів діаграма Найквіста використовується для графічного уявлення частотних властивостей ланцюгів. АФЧХ застосовується в основному для аналізу систем, зокрема дослідження системи на стійкість і її запасів.
АФЧХ є класичним засобом аналізу стійкості лінійних систем. Існує безліч програмних продуктів, що дозволяють проводити дослідження на стійкість частотними методами.
Застосовується у теорії автоматичного керування при визначенні стійкості систем.